# Болькув (гміна)
Гміна Болькув (пол. Gmina Bolków) — місько-сільська гміна у південно-західній Польщі. Належить до Яворського повіту Нижньосілезького воєводства.
Станом на 31 грудня 2011 у гміні проживало 11085 осіб.

## Площа
Згідно з даними за 2007 рік площа гміни становила 152.85 км², у тому числі:
- орні землі: 62.00 %
- ліси: 29.00 %

Таким чином, площа гміни становить 26.30 % площі повіту.

## Населення
Станом на 31 грудня 2011:
| Опис     | Загалом | Загалом | Чоловіки | Чоловіки | Жінки | Жінки |
| -------- | ------- | ------- | -------- | -------- | ----- | ----- |
| одиниця  | осіб    | %       | осіб     | %        | осіб  | %     |
| все      | 11085   | 100     | 5474     | 49.38    | 5611  | 50.62 |
| міське   | 5460    | 100     | 2651     | 48.55    | 2809  | 51.45 |
| сільське | 5625    | 100     | 2823     | 50.19    | 2802  | 49.81 |

## Сусідні гміни
Гміна Болькув межує з такими гмінами: Добромеж, Яновіце-Вельке, Марцишув, Менцинка, Пашовіце, Старе Боґачовіце, Швежава, Войцешув.